# Coleção Tudo é História
Coleção Tudo é História é uma série de livros de formato de bolso lançada e editada pela Editora Brasiliense desde a década de 1980, onde desde então formou-se um farto acervo de obras sobre História, incluindo: História Antiga, Medieval, Moderna, Contemporânea, do Brasil (Colônia, Império e República) e da América, além de Pré-História, escritas por importantes historiadores brasileiros.

## Lista de volumes
Na tabela abaixo, você poderá encontrar alguns dos volumes lançados, assim como informações sobre seus autores, anos de lançamento das primeiras edições e número de ISBN, quando possível.
| Volume | Título                                                                    | Autor                                                  | Lançamento | ISBN                                        |
| ------ | ------------------------------------------------------------------------- | ------------------------------------------------------ | ---------- | ------------------------------------------- |
| 001    | As Independências na América Latina                                       | Leon Pomer                                             |            | 85-11-02001-2                               |
| 002    | A Crise do Escravismo e a Grande Imigração                                | Paula Beiguelman                                       |            | Erro de parâmetro em {ISBN}: Faltando ISBN. |
| 003    | A Luta Contra a Metrópole (Ásia e África)                                 | Maria Yedda Linhares                                   | 1983       | Erro de parâmetro em {ISBN}: Faltando ISBN. |
| 004    | O populismo na América Latina                                             | Maria Ligia Prado                                      |            | Erro de parâmetro em {ISBN}: Faltando ISBN. |
| 005    | A Revolução Chinesa                                                       | David Aarão Reis Filho                                 |            | Erro de parâmetro em {ISBN}: Faltando ISBN. |
| 006    | O Cangaço                                                                 | Carlos Alberto Dória                                   |            | Erro de parâmetro em {ISBN}: Faltando ISBN. |
| 007    | Mercantilismo e Transição                                                 | Francisco Falcon                                       | 1981       | 85-17-02007-1                               |
| 008    | Revoluções Burguesas                                                      | Modesto Florenzano                                     |            | Erro de parâmetro em {ISBN}: Faltando ISBN. |
| 009    | Paris 1968: As Barricadas do Desejo                                       | Olgaria C.f. Matos                                     |            | 85-11-02009-8                               |
| 010    | Nordeste Insurgente (1859-1890)                                           | Hamilton de Mattos Monteiro                            |            | Erro de parâmetro em {ISBN}: Faltando ISBN. |
| 011    | A Revolução Industrial                                                    | Francisco Iglésias                                     |            | Erro de parâmetro em {ISBN}: Faltando ISBN. |
| 012    | Os Quilombos e a Rebelião Negra                                           | Clóvis Moura                                           | 1981       | 9788511020120                               |
| 013    | O Coronelismo - Uma Politica de Compromissos                              | Maria De Lourdes M. Janotti                            |            | Erro de parâmetro em {ISBN}: Faltando ISBN. |
| 014    | O Governo Juscelino Kubitschek                                            | Ricardo Maranhão                                       |            | Erro de parâmetro em {ISBN}: Faltando ISBN. |
| 015    | O Movimento de 1932: a causa paulista                                     | Maria Helena Capelato                                  | 1981       | 85-11-02015-2                               |
| 016    | América Pré-colombiana                                                    | Ciro Flamarion Cardoso                                 | 1981       | ISBN 85-11-02016-0                          |
| 017    | A Abolição da Escravidão                                                  | Suely Robles Reis de Queiroz                           |            | Erro de parâmetro em {ISBN}: Faltando ISBN. |
| 018    | A Proclamação da República                                                | Jose Enio Casalecchi da Silva                          |            | Erro de parâmetro em {ISBN}: Faltando ISBN. |
| 019    | A Revolta de Princesa Poder Privado X Poder Instituido                    | Inês Caminha L. Rodrigues                              |            | Erro de parâmetro em {ISBN}: Faltando ISBN. |
| 020    | História Política do Futebol Brasileiro                                   | Joel Rufino                                            |            | Erro de parâmetro em {ISBN}: Faltando ISBN. |
| 021    | A Nicarágua Sandinista                                                    | Marisa Marega                                          |            | Erro de parâmetro em {ISBN}: Faltando ISBN. |
| 022    | O Iluminismo e os Reis Filósofos                                          | Luiz Roberto Salinas Fortes                            |            | Erro de parâmetro em {ISBN}: Faltando ISBN. |
| 023    | Movimento estudantil no Brasil                                            | Antônio Mendes Júnior                                  | 1981       | Erro de parâmetro em {ISBN}: Faltando ISBN. |
| 024    | A Comuna de Paris: Os assaltantes do céu                                  | Horacio Gonzalez                                       |            | Erro de parâmetro em {ISBN}: Faltando ISBN. |
| 025    | A Rebelião Praieira                                                       | Izabel Marson                                          |            | Erro de parâmetro em {ISBN}: Faltando ISBN. |
| 026    | A Primavera de Praga                                                      | Sonia Goldfeder                                        |            | Erro de parâmetro em {ISBN}: Faltando ISBN. |
| 027    | A Construção do Socialismo na China                                       | Daniel Aarão Reis Filho                                | 1981       |                                             |
| 028    | Opulência e Miséria das Minas Gerais                                      | Laura De Mello E Souza                                 | 1981       | 9788511020281                               |
| 029    | A burguesia brasileira                                                    | Jacob Gorender                                         | 1983       | Erro de parâmetro em {ISBN}: Faltando ISBN. |
| 030    | O Governo Jânio Quadros                                                   | Maria Benevides                                        | 1981       | Erro de parâmetro em {ISBN}: Faltando ISBN. |
| 031    | Revolução E Guerra Civil Na Espanha                                       | Ângela Mendes De Almeida                               | 1981       | 9788511020311                               |
| 032    | A Legislação Trabalhista no Brasil                                        | Kazumi Munakata                                        |            |                                             |
| 033    | Os crimes da paixão                                                       | Mariza Corrêa                                          |            |                                             |
| 034    | As Cruzadas                                                               | Hilário Franco Jr.                                     | 1981       | Erro de parâmetro em {ISBN}: Faltando ISBN. |
| 035    | A Formação do Terceiro Mundo (As Raízes da Globalização)                  | Ladislau Dowbor                                        | 1982       | Erro de parâmetro em {ISBN}: Faltando ISBN. |
| 036    | O Egito Antigo                                                            | Ciro Cardoso                                           |            | Erro de parâmetro em {ISBN}: Faltando ISBN. |
| 038    | O imigrante e a pequena propriedade (1824-1930)                           | M. Thereza Schorer Petrone                             |            |                                             |
| 037    | Revolução cubana - de José Martí a Fidel Castro (1868-1959)               | Abelardo Blanco, Carlos A. Dória.                      | 1982       |                                             |
| 039    | O Mundo Antigo - Economia e Sociedade                                     | Maria Florenzano                                       | 1982       | Erro de parâmetro em {ISBN}: Faltando ISBN. |
| 040    | Guerra Civil Americana                                                    | Peter Louis Eisenberg                                  | 1982       | 9788511020403                               |
| 041    | Cultura e participação nos anos 60                                        | Heloísa Buarque de Hollanda e Marcos Augusto Gonçalves |            |                                             |
| 042    | A Revolução De 1930 A Dominação Oculta                                    | Ítalo Tronca                                           | 1981       | 9788511020427                               |
| 043    | Contra A Chibata – Marinheiros Brasileiros Em 1910                        | Marcos A. Da Silva                                     | 1982       | 9788511020434                               |
| 044    | A Afro-América - A escravidão no novo mundo                               | Ciro Flamarion S. Cardoso                              | 1982       | 9788511020441                               |
| 045    | A Igreja No Brasil Colônia (1550-1800)                                    | Eduardo Hoornaert                                      | 1982       | 9788511020458                               |
| 046    | Militarismo Na América Latina                                             | Clóvis Rossi                                           | 1990       | 9788511020465                               |
| 047    | Bandeirantismo - Verso E Reverso                                          | Carlos Davidoff                                        | 1982       | 9788511020472                               |
| 048    | O Governo Goulart e o Golpe de 64                                         | Caio Navarro de Toledo                                 | 1982       |                                             |
| 049    | A Inquisição                                                              | Anita Novinsky                                         | 1982       |                                             |
| 050    | A Poesia Árabe Moderna e o Brasil                                         | Slimane Zeghidour                                      |            |                                             |
| 051    | O Nascimento das Fábricas                                                 | Edgar de Decca                                         | 1982       | 85-11-02051-9                               |
| 052    | Londres e Paris no Século XIX - O espetáculo da pobreza                   | Maria Stella Martins Bresciani                         | 1982       |                                             |
| 053    | O Oriente Médio e o Mundo dos Árabes                                      | Maria Yedda Linhares                                   | 1982       |                                             |
| 054    | A autogestão iugoslava                                                    | Bertino Nobrega de Queiroz                             | 1982       |                                             |
| 055    | O Golpe de 1954: a Burguesia Contra o Populismo                           | Armando Boito Jr.                                      | 1982       |                                             |
| 056    | Eleições e fraudes eleitorais na República Velha                          | Rodolpho Telarolli                                     |            |                                             |
| 057    | Os jesuítas                                                               | José Carlos Sebe                                       | 1982       |                                             |
| 058    | A República de Weimar e a Ascensão do Nazismo                             | Ângela Mendes de Almeida                               | 1982       | 85-11-02058-6                               |
| 059    | A Reforma Agrária na Nicaragua                                            | Claudio Thomás Bornstein                               |            |                                             |
| 060    | Teatro Oficina (1958-1982) - trajetória de uma rebeldia cultural          | Fernando Peixoto                                       | 1982       |                                             |
| 061    | A Revolução Russa 1917-1921                                               | Daniel Aarão Reis Filho                                |            | 85-11-02061-6                               |
| 062    | A Revolução mexicana (1910-1917)                                          | Anna Maria Martinez Corrêa                             |            |                                             |
| 063    | America Central - da colonia à crise atual                                | Hector Perez Brignoli                                  |            |                                             |
| 064    | A Guerra Fria                                                             | Déa Ribeiro Fenelon                                    |            |                                             |
| 065    | O Feudalismo                                                              | Hilário Franco Jr.                                     | 1983       |                                             |
| 066    | URSS: O Socialismo Real (1921-1964)                                       | Daniel Aarão Reis Filho                                |            |                                             |
| 067    | Os Liberais e a Crise da República Velha                                  | Paulo Gilberto Fagundes Vizentini                      |            |                                             |
| 068    | A Redemocratização Espanhola                                              | Reginaldo C. de Moraes                                 |            |                                             |
| 069    | A etiqueta no Antigo Regime do sangue à doce vida                         | Renato Janine Ribeiro                                  | 1983       | 9788511020786                               |
| 070    | Contestado: a guerra do novo mundo                                        | Antonio Pedro Tota                                     | 1983       |                                             |
| 071    | A Família Brasileira                                                      | Eni Mesquita Samara                                    | 1983       | 9788511020717                               |
| 072    | A Economia Cafeeira                                                       | José Roberto Do Amaral Lapa                            | 1983       | 9788511020724                               |
| 073    | Argélia - a Guerra e a Independência                                      | Mustafa Yazbek                                         |            |                                             |
| 074    | Reforma agrária no Brasil colônia                                         | Leopoldo Jobim                                         | 1983       |                                             |
| 075    | Os Caipiras de São Paulo                                                  | Carlos Rodrigues Brandão                               | 1983       |                                             |
| 076    | A Chanchada no Cinema Brasileiro                                          | Afrânio M. Catani                                      | 1983       |                                             |
| 077    | Guiné-Bissau - a busca da independência econômica                         | Ladislau Dowbor                                        | 1983       |                                             |
| 078    | A Cidade De São Paulo                                                     | Caio Prado Jr                                          |            |                                             |
| 079    | Música popular brasileira - da cultura de roda à música de massa          | Valter Krausche                                        |            |                                             |
| 080    | A Revolução Federalista                                                   | Sandra Jatahy Pesavento                                |            |                                             |
| 081    | A emoção corinthians                                                      | Juca Kfouri                                            |            |                                             |
| 082    | A Revolução Inglesa                                                       | José Jobson de Andrade Arruda                          |            |                                             |
| 083    | A rebelião camponesa na Bolívia                                           | Marcelo Grondin; tradução, Beatriz A. Cannabrava       | 1984       |                                             |
| 084    | Bairro do Bexiga - a Sobrevivência Cultural                               | Célia Toledo Lucena                                    |            |                                             |
| 085    | Um Palco Brasileiro - o Arena de São Paulo                                | Sábato Magaldi                                         |            |                                             |
| 086    | Democracia e ditadura no Chile                                            | Emir Sader                                             |            |                                             |
| 087    | A insurreição pernambucana de 1817                                        | Glacyra Lazzari Leite                                  | 1984       |                                             |
| 088    | A civilização do açúcar                                                   | Vera Lúcia Amaral Ferlini                              | 1984       | 85-11-02088-8                               |
| 089    | A Revolta da Vacina                                                       | Nicolau Sevcenko                                       |            |                                             |
| 090    | A revolução alemã - mitos & versões                                       | Daniel Aarão Reis Filho                                | 1984       |                                             |
| 091    | Tio Sam chega ao Brasil - a penetração cultural americana                 | Gerson Moura                                           | 1984       |                                             |
| 092    | A Aventura da Jovem Guarda                                                | Paulo de Tarso C. medeiros                             |            |                                             |
| 093    | O escravo gaúcho: resistência e trabalho                                  | Mario José Maestri Filho                               |            |                                             |
| 094    | O Trotskismo na América Latina                                            | Osvaldo Coggiola                                       |            |                                             |
| 095    | Movimento Operário Argentino - das Origens ao Peronismo                   | José Luis Bendicho Beired                              |            |                                             |
| 096    | Rock - De Elvis à beatlemania (1954-1966)                                 | Roberto Muggiati                                       |            |                                             |
| 097    | Juventude Operária Católica                                               | Valmir Francisco Muraro                                | 1985       | 8511020977                                  |
| 098    | A Industrialização Brasileira                                             | Francisco Iglésias                                     | 1985       | 9788511020984                               |
| 099    | O mundo carolíngio                                                        | Sônia Regina de Mendonça                               | 1985       |                                             |
| 100    | Rock da Utopia à Incerteza (1967 - 1984)                                  | Roberto Muggiati                                       |            |                                             |
| 101    | A Revolução Farroupilha                                                   | Sandra Jatahy Pesavento                                |            |                                             |
| 102    | Apartheid - O Horror Branco Na África Do Sul                              | Francisco José Pereira                                 | 1985       | 9788511021028                               |
| 103    | A Coluna Prestes – Rebeldes errantes                                      | José Augusto Drumond                                   | 1981       | 9788511131048                               |
| 104    | Haiti - Cultura Poder E Desenvolvimento                                   | Marcelo Grondin                                        | 1985       | 9788511021042                               |
| 105    | Constituintes e constituições brasileiras                                 | Francisco Iglésias                                     |            |                                             |
| 106    | A Ditadura Salazarista                                                    | Maria Luisa De Almeida Paschkes                        | 1985       | 9788511021066                               |
| 107    | O Império Bizantino                                                       | Hilário Franco Jr. e Ruy de Oliveira Andrade Filho     | 1985       | 85-11-02107-8                               |
| 108    | Caribe - O paraíso submetido                                              | Elizabeth Ribeiro Azevedo                              |            |                                             |
| 109    | A Campanha do Petróleo                                                    | Gerson Moura                                           |            |                                             |
| 110    | A Revolta dos Parceiros                                                   | José Sebastião Witter                                  |            |                                             |
| 111    | O Continente Do Rio Grande                                                | José Honorio Rodrigues                                 | 1991       | 9788511021387                               |
| 112    | Segurança Nacional                                                        | Roberto R. Martins                                     |            |                                             |
| 113    | A Liberdade Sindical                                                      | Vito Giannotti                                         |            |                                             |
| 114    | O Estado Novo                                                             | Antonio Pedro Tota                                     |            |                                             |
| 115    | Partido Republicano Federal (1893-1897)                                   | J. S. Witter                                           | 1987       | 9788511021158                               |
| 116    | A Balaiada                                                                | Maria da Lourdes Monaco Janotti                        |            |                                             |
| 117    | A Caminho Da Idade Média                                                  | Waldir Freitas Oliveira                                | 1987       | 9788511021172                               |
| 118    | O caudilhismo                                                             | Júlio Pimentel Pinto                                   |            |                                             |
| 119    | A Rebelião De Tupac Amaru                                                 | Kátia Gerab/M. Angélica Resende                        | 1993       | 9788511021196                               |
| 120    | Movimento Grevista no Brasil                                              | Márcia de Paula Leite                                  |            |                                             |
| 121    | O Fumo No Brasil Colônia                                                  | Jean Baptiste Nardi                                    | 1987       | 9788511021219                               |
| 122    | A Reforma Agrária na Roma Antiga                                          | Maria Luiza Corassin                                   | 1988       | 85-11-02122-1                               |
| 123    | O Barroco Mineiro - Artes E Trabalho                                      | Sandra Jatahy Pesavento                                | 1988       | 9788511021233                               |
| 124    | História da música independente                                           | Gil Nuno Vaz                                           |            |                                             |
| 125    | São Paulo na Primeira República - As elites e a questão social            | Silvia Moreira                                         | 1988       | 85-11-02125-6                               |
| 126    | História da Ordem Internacional                                           | Carlos Roberto Pellegrino                              |            |                                             |
| 127    | A Escola e a República                                                    | Marta M. Chagas de Carvalho                            | 1989       | 85-11-02127-2                               |
| 128    | Cidadelas Da Ordem - A Doença Mental Na República                         | Maria Clementina Pereira Cunha                         | 1990       | 9788511021288                               |
| 129    | Mata Galegos – Os português e os conflitos de trabalho na República Velha | Gladys Sabina Ribeiro                                  | 1990       | 9788511021295                               |
| 130    | Cotidiano De Trabalhadores Na República – São Paulo 1889/1940             | Maria Auxiliadora Guzzo De Decca                       | 1984       | 9788511021301                               |
| 131    | A guerra contra o Paraguai                                                | Júlio José Chiavenato                                  |            |                                             |
| 132    | Formação Do Espaço Agrário Brasileiro                                     | Ruy Moreira                                            | 1991       | 9788511021325                               |
| 133    | Nietzsche - Uma Filosofia A Marteladas                                    | Scarlett Marton                                        | 1982       | 9788511021332                               |
| 134    | Freud                                                                     | Renato Mezan                                           | 1982       | 85-11-0213-45                               |
| 135    | A Pré-História – Uma abordagem ecológica                                  | Antonio Roberto Guglielmo                              | 1991       | 9788511021356                               |
| 136    | Chile (1818-1990) Da Independência À Redemocratização                     | Emir Sader                                             | 1991       | 9788511021363                               |
| 137    | Bolívia - Do período pré-incaico à independência                          | Herbert S. Klein                                       | 1991       | 9788511021370                               |
| 138    | A Guerra do Paraguai                                                      | Francisco Doratioto                                    | 1991       |                                             |
| 139    | Movimento e Pensamento Operários Antes de Marx                            | Osvaldo Coggiola                                       |            |                                             |
| 140    | Brasil: Do Café À Indústria                                               | Roberto Catelli Jr                                     | 1992       | 9788511021400                               |
| 141    | Guerras do Brasil (1504-1654)                                             | Pedro Puntoni                                          | 1992       | 85-11-02141-8                               |
| 142    | Canudos - O campo em chamas                                               | Marco Antonio Villa                                    |            |                                             |
| 143    | A Ocupação Da Amazônia                                                    | Antônio R. Esteves                                     | 1982       | 9788511021431                               |
| 144    | México - Dos Astecas À Independência                                      | Samuel Sérgio Salinas                                  | 1994       | 9788511021448                               |
| 145    | Breve história do feminismo no Brasil                                     | Maria Amélia de Almeida Teles                          | 1993       | 83-11-02145-0                               |
| 146    | Neocolonialismo - A Expansão Imperialista Do Século XIX                   | Platão Eugênio De Carvalho                             | 1994       | 9788511021462                               |
| 147    | walter benjamin                                                           | jeanne marie gagnebin                                  |            |                                             |
| 148    |                                                                           |                                                        |            |                                             |
| 149    | Do Nunca Mais Ao Eterno Retorno                                           | Luciano Oliveira                                       | 1994       | 9788511001099                               |
| 150    | O Absolutismo - Política E Sociedade Na Europa Moderna                    | Marcos Antonio Lopes                                   | 1996       | 9788511000153                               |
| 151    | Imagens Do Negro Na Literatura Brasileira                                 | Jean M. Carvalho França                                | 1998       | 9788511000702                               |
| 152    | Teoria da História                                                        | Pedro Paulo Abreu Funari                               | 2008       | 978-85-11-00146-0                           |
| 153    | Política E Cultura No Império Brasileiro                                  | Suely R. Reis De Queiroz                               | 2011       | 9788511001037                               |